# Marco Miccoli
Marco Miccoli (Roma, 17 marzo 1961) è un politico ed ex sindacalista italiano.

## Biografia
Operaio tipografico, diventa delegato aziendale e ricopre ruoli di dirigenza nel comparto grafico editoriale del Sindacato Lavoratori della Comunicazione CGIL.
Nel 2001 viene eletto segretario generale della SLC-CGIL Roma EST ed entra nel Direttivo Nazionale e segue i settori delle Telecomunicazioni, Emittenza pubblica e privata, Poste, Poligrafici, Cinema e produzioni culturali.

### Attività politica
Per tre anni ricopre la carica di Segretario dei Democratici di Sinistra di Monteverde.
Nel 2004 assume il ruolo di Responsabile Lavoro nella segreteria cittadina del partito dei Democratici di Sinistra.
Nel 2008 si occupa della precarietà nella galassia dei call center collaborando con l'allora Ministro del Lavoro Cesare Damiano alla elaborazione della “circolare Damiano”  che stabilizzerà 21.000 giovani precari, di cui circa 10.000 nel territorio romano.
Tra il 2005 e il 2008 organizza e dirige quattro edizioni della Festa dell'Unità di Roma, uno degli appuntamenti più attesi e partecipati dell'Estate romana.
Collabora con l'Associazione dei Perseguitati Politici Antifascisti per la sensibilizzazione delle giovani generazioni sui temi della memoria storica, dell'Antifascismo e della Resistenza, e nella difesa dei valori della nostra Costituzione repubblicana. Nel 2008 è nominato responsabile lavoro del Partito Democratico di Roma.
A maggio dello stesso anno è eletto Consigliere Provinciale di Roma ed assume l'incarico di presidente della Commissione Sviluppo e Politiche del Sapere.
A dicembre 2010 con il 75% dei voti degli iscritti viene eletto segretario del Partito Democratico di Roma. In questa veste si oppone alla privatizzazione dell'acqua perseguita dalla Giunta capitolina guidata da Gianni Alemanno.

#### Elezione a deputato
Alle elezioni politiche del 2013 viene eletto deputato della XVII Legislatura, nella circoscrizione Lazio 1, nelle liste del Partito Democratico.
È vicino alla corrente interna al PD guidata da Andrea Orlando.
Nell'ottobre del 2014 è salito agli onori delle cronache per aver dichiarato la volontà di presentare un'interrogazione parlamentare sul comportamento arbitrale di una partita di calcio tra Roma e Juventus.
Alle elezioni politiche del 2018 viene inizialmente indicato come candidato al Senato della Repubblica nel collegio uninominale Roma 2 (Tuscolano-Appio-Tiburtino); tuttavia in un secondo momento i dirigenti del PD revocano la sua candidatura, destinando il suo stesso collegio all'esponente del PSI Oreste Pastorelli. Non viene quindi ricandidato in Parlamento.